# アルヴィド・ヤンソンス

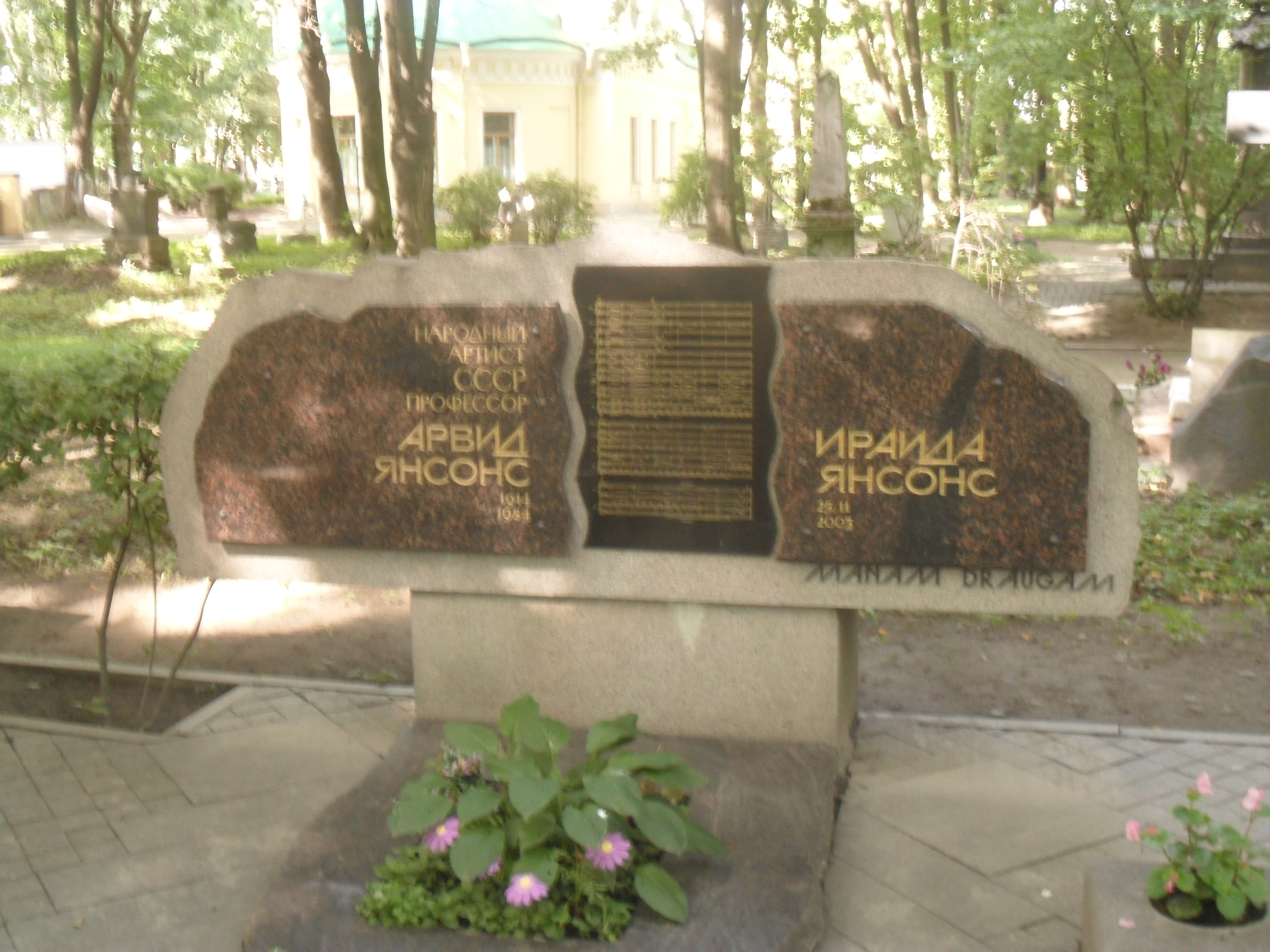
サンクトペテルブルクにあるヤンソンスの墓

アルヴィド・ヤンソンス（ラトビア語Arvīds Jansons, 英語: Arvid Jansons、1914年10月24日 - 1984年11月21日）は、ラトビアの指揮者。

## 略歴
- 1914年：ロシア帝国領クールラントのリバウ（現在のラトビア共和国リエパーヤ）に生まれる。
- 1929年～1935年：リエパーヤ音楽院のヴァイオリン科で学ぶ。
- 1931年：リエパーヤ歌劇場とリエパーヤ交響楽団のヴァイオリン奏者となる。
- 1940年：リエパーヤ歌劇場でフレッド・レイモンドの喜歌劇「青い仮面」を指揮して指揮者としてデビューする。
- 1940年～1945年：リガ音楽院(現在のヤーゼプス・メディンシュ記念ラトヴィア音楽院)でヴァイオリンと作曲を学ぶ。同時期にラトビア国立歌劇場のヴァイオリン奏者として活動する。指揮についてはレオ・ブレッヒから指導を受ける。
- 1944年～1952年：ラトビア国立歌劇場の指揮者を務める。
- 1946年：全ソ連若手指揮者コンクールで第2位に入る。
- 1947年～1952年：ラトヴィア放送管弦楽団を率いる。
- 1952年：レニングラード・フィルハーモニー交響楽団のエフゲニー・ムラヴィンスキーのアシスタントとなる。
- 1965年：ハレ管弦楽団の首席客演指揮者となる。
- 1972年：レニングラード音楽院の教授となる。
- 1984年：マンチェスターに没する。ハレ管弦楽団のコンサートでマーラーの交響曲第5番を指揮した直後であった。

## 人物
しばしばレニングラード・フィルハーモニー交響楽団とともに、あるいは単身来日し、在京オーケストラを頻繁に指揮するなど、日本におけるクラシック音楽の普及に尽力し、東京交響楽団から永久名誉指揮者の称号を贈られる。

## 受賞
- 1946年：全ソ連若手指揮者コンクール(Всесоюзный смотр-конкурс молодых дирижёров)で第2位　(レニングラード)
- 1951年：スターリン賞 (A. F. スクルテ(А. П. Скулте)のオペラ«Сакта свободы» の指揮に対して)

## 家族
- 子：マリス・ヤンソンス - 指揮者